# Eugène Deslaw
Levhen Slavchenko dit Eugène Deslaw est un réalisateur ukrainien né le 8 décembre 1898 à Tahantcha en Empire Russe et décédé le 10 septembre 1966 à Nice. Il est une figure du cinéma d'avant garde français des années 1920.

## Biographie
Après la Révolution russe en 1917, il émigre en Tchécoslovaquie. Il appartient au mouvement avant-gardiste de ce pays dans les années 1920. Il s'installe à Paris en 1922 où il travaille comme critique de cinéma et projectionniste. Son œuvre cinématographique d'avant-garde est réalisée pour l'essentiel pendant la période du muet : il s'agit principalement de courts-métrages.
Lubomir Hosejko, spécialiste de ce cinéaste longtemps méconnu du public, souligne notamment : "Ses opus de conception pure et néo-futuriste évoluant vers le documentarisme, démontrent que le cinéaste n’a pas reculé devant les risques d’une aventure obstinément poursuivie et les tentatives de procédés sans cesse renouvelées, avec des moyens restreints et des appareils de fortune. Deslaw livre ses essais comme un moyen d’action optique direct sur les nerfs des spectateurs, sans aucune espèce de logique littéraire, sans sous-titres".

## Filmographie
- 1927 : Vieux Châteaux
- 1927 : La Marche des machines
- 1928 : Les Nuits électriques
- 1929 : Montparnasse
- 1930 : Autour de la fin du monde[3]
- 1930 : Vers les robots
- 1935 : Un monsieur qui a mangé du taureau
- 1936 : La Guerre des gosses - Assistant réalisateur
- 1938 : A nous la jeunesse
- 1956 : Images en négatifs
- 1957 : Vision fantastique[4]